# Přestavlky u Čerčan
Přestavlky u Čerčan (Duits: Pschestawlk) is een Tsjechische gemeente in de regio Midden-Bohemen en maakt deel uit van het district Benešov. Het dorp ligt op 9 kilometer afstand van de stad Benešov.
Přestavlky u Čerčan telt 439 inwoners (2025).

## Geografie
De gemeente bestaat uit de volgende plaatsen:
- Přestavlky u Čerčan
- Borka
- Chlum
- Čistec
- Doubravice 1.díl
- Dubsko
- Zahořany

Het hoogste punt van het dorp ligt op de heuvel Vepří (481 meter).

## Geschiedenis
De eerste schriftelijke vermelding van het dorp dateert van 1228.
Sinds 1960 maakt Přestavlky u Čerčan volledig deel uit van het district Benešov. Het wapen en de vlag werden op 22 oktober 2008 aan de gemeente toegekend, bij besluit van de voorzitter van de Kamer van Afgevaardigden van het Parlement van de Tsjechische Republiek.

## Verkeer en vervoer

### Autowegen
Přestavlky u Čerčan is te bereiken via diverse regionale wegen. 

### Spoorlijnen
Er is geen station in de gemeente. Het dichtstbijzijnde station is in Čerčany, op zo'n vier kilometer afstand. Spoorlijn 221 Praag - Benešov - České Budějovice, 210 Praag - Vrané nad Vltavou - Čerčany/Dobříš en 212 Čerčany - Světlá nad Sázavou lopen door en van/naar het station. Het vervoer op lijn 221 begon in 1871, op lijn 210 in 1897 en op lijn 212 in 1901.

### Buslijnen
Er zijn drie bushaltes in de gemeente:
| Halte                                    | Lijn(en) | Traject(en)      | Vervoerder(s) |
| ---------------------------------------- | -------- | ---------------- | ------------- |
| Přestavlky u Čerčan, Přestavlky u Čerčan | 796      | Benešov - Pyšely | CŠAD Benešov  |
| Přestavlky u Čerčan, Borka, Rozchod      | 796      | Benešov - Pyšely | CŠAD Benešov  |
| Přestavlky u Čerčan, Čistec, Rozchod     | 796      | Benešov - Pyšely | CŠAD Benešov  |

## Bezienswaardigheden en voorzieningen
Er zijn een restaurant en buurtsuper in het dorp gevestigd.
Bezienswaardigheden:
- Rüine van kasteel Stará Dubá;
- Dorpskapel.

## Galerij

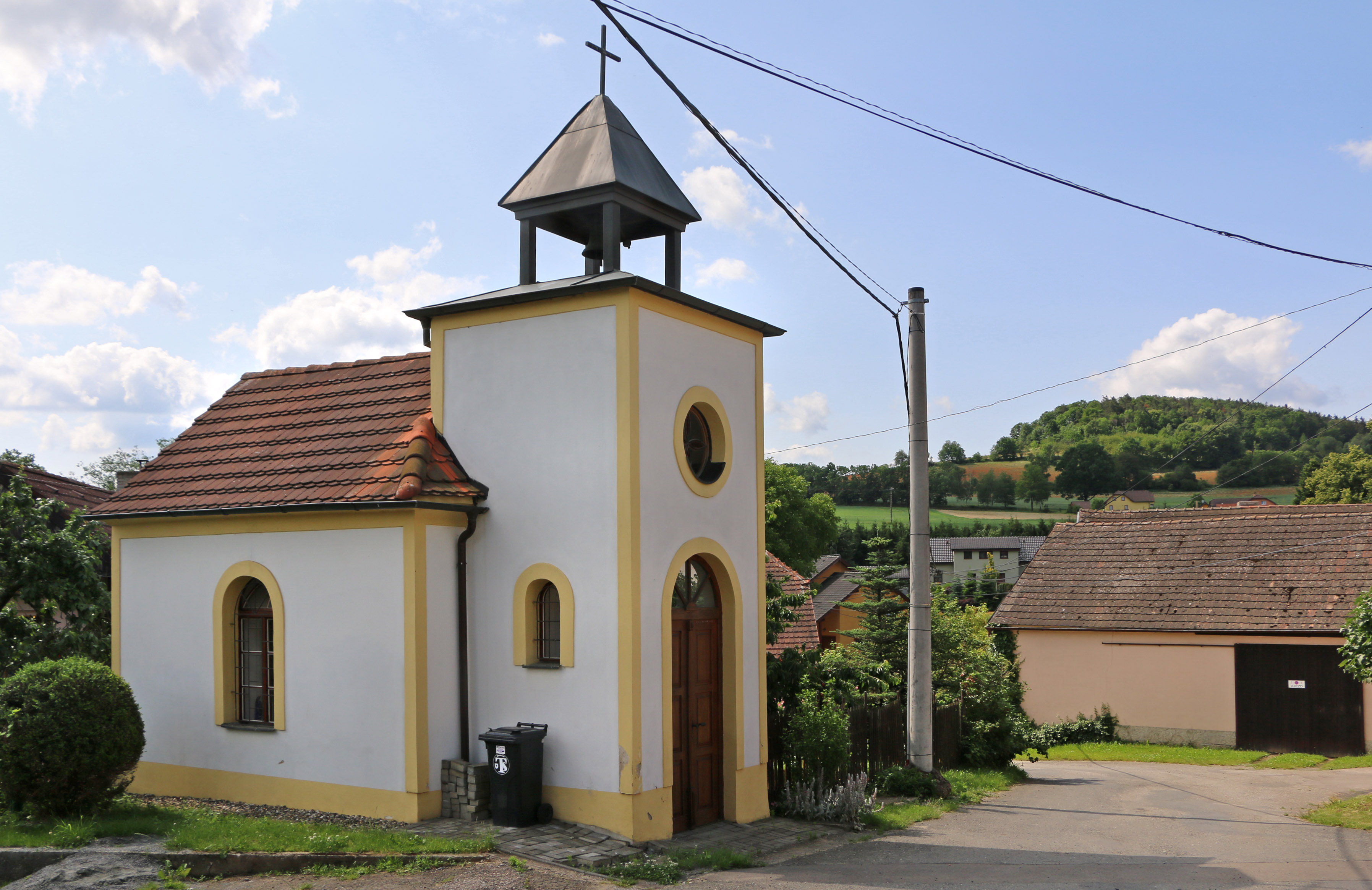
Dorpskapel (2020)
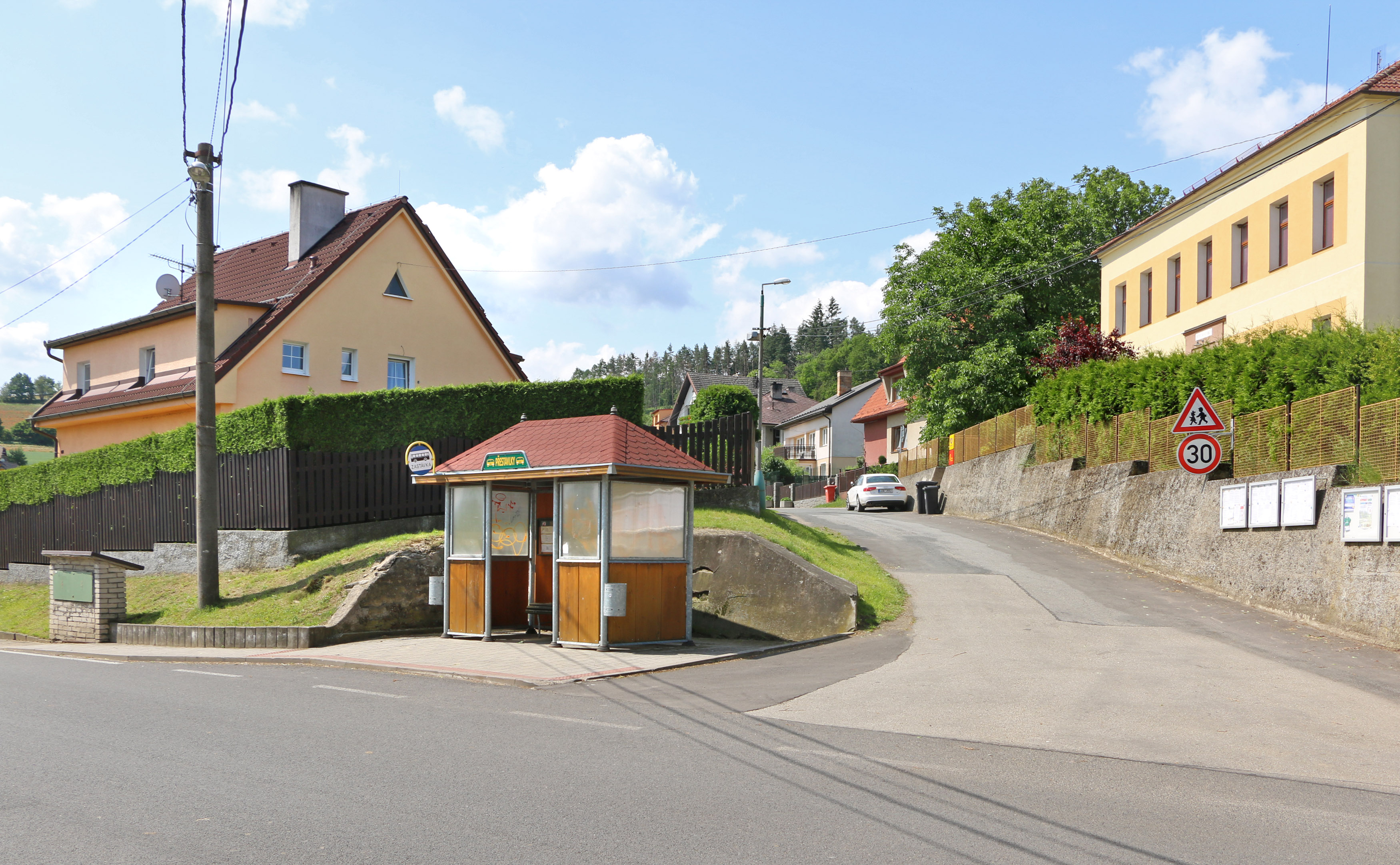
Bushalte in het dorp (2020)
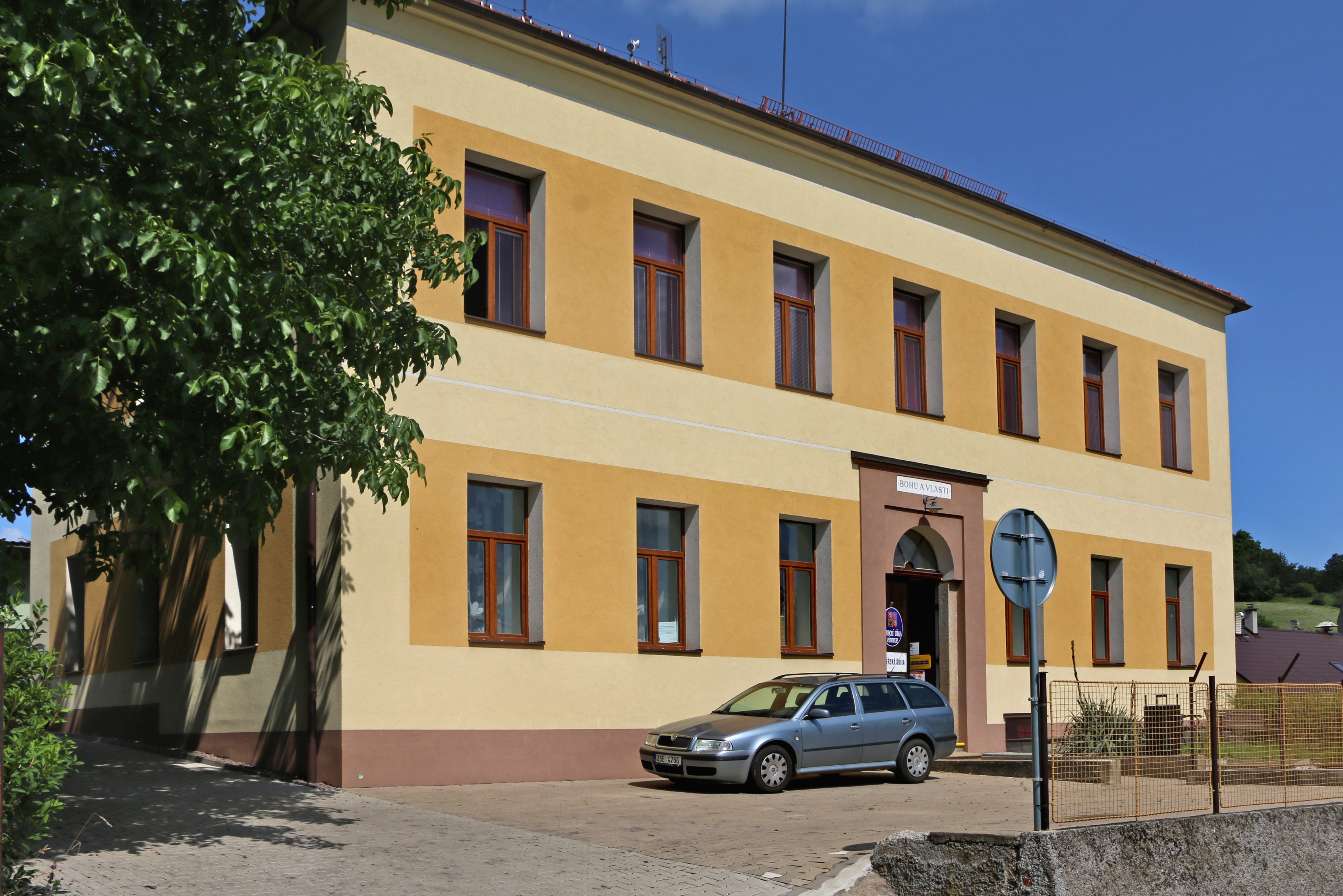
Gemeentehuis (2020)
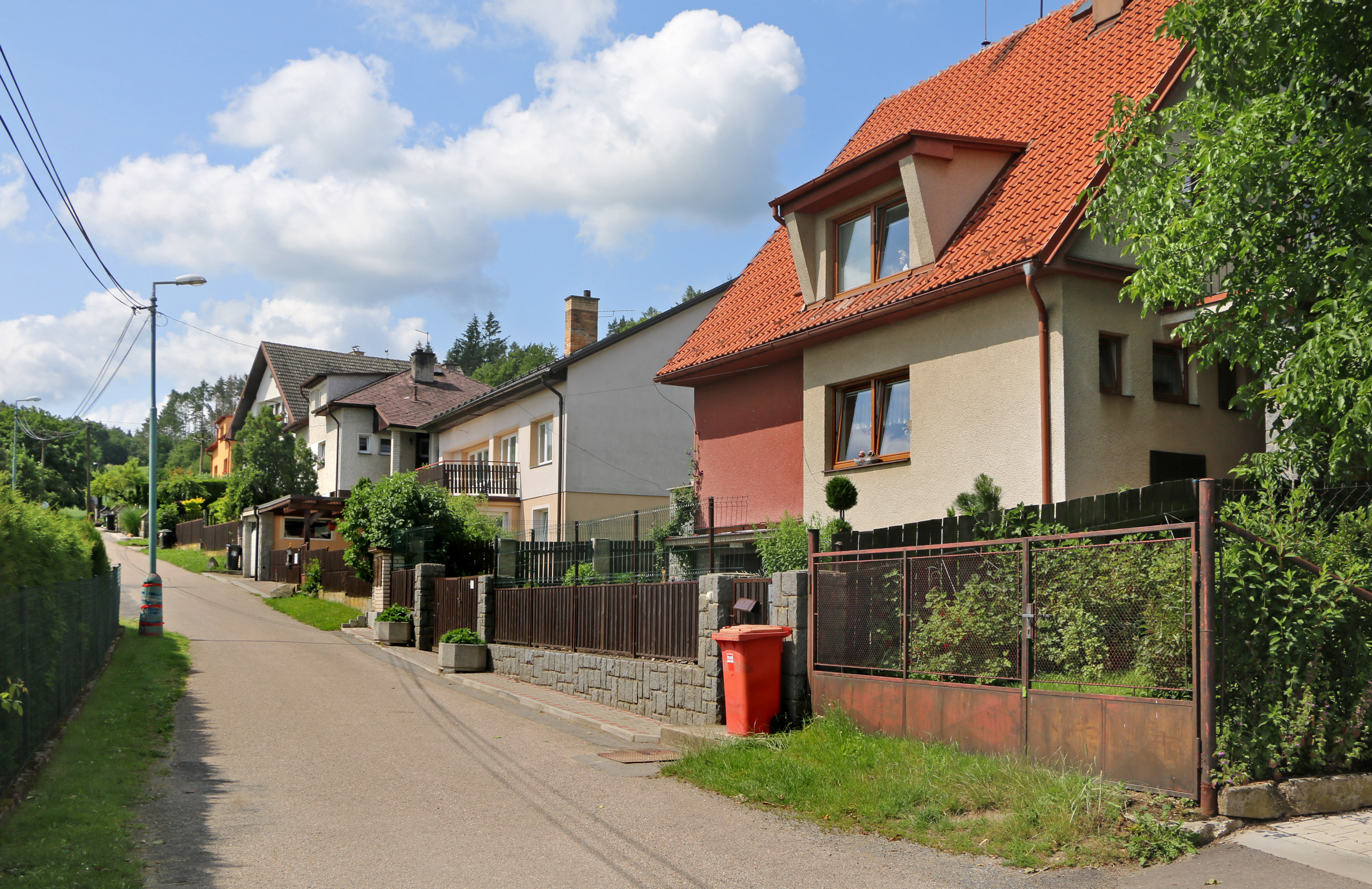
Straat in het dorp (2020)
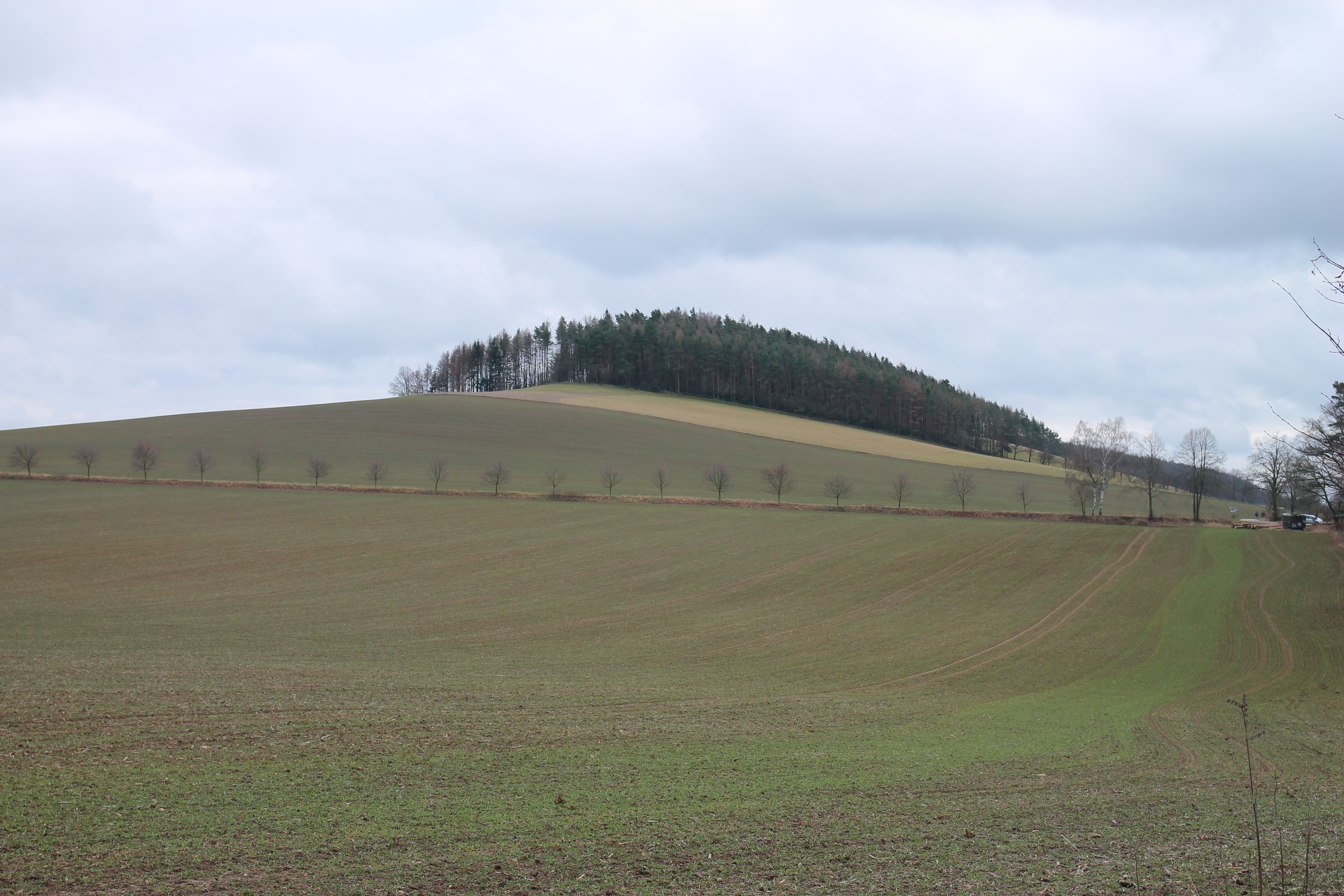
Heuvel Vepří (2019)